# تیپ ۴۶۰ بینئی

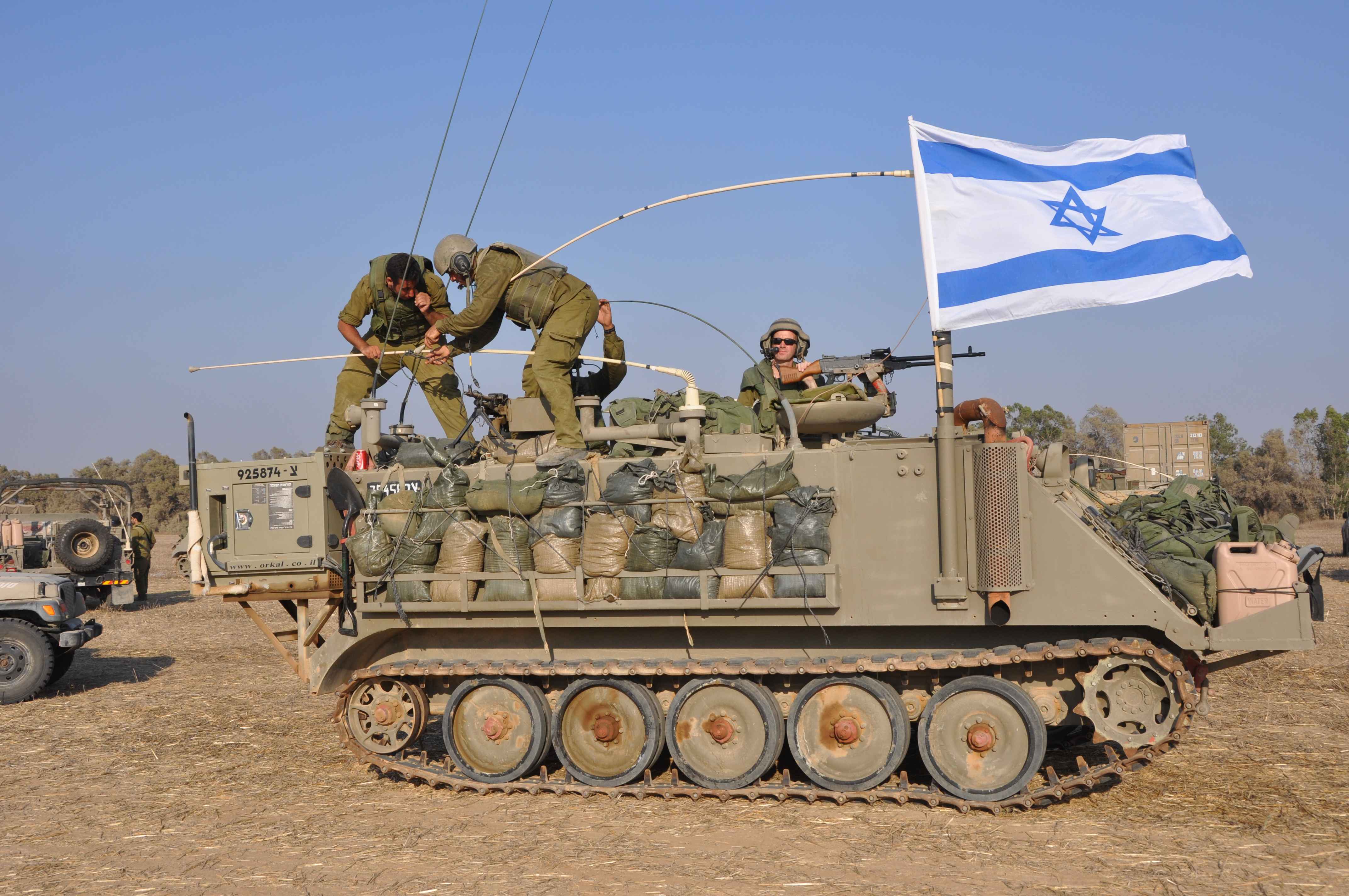
خودروهای زرهی تیپ ۴۶۰ در نزدیکی مرز غزه در حال فعالیت هستند.

تیپ ۴۶۰ بینئی (انگلیسی: 460th Brigade) تیپ زرهی نیروی زمینی اسرائیل، زیرمجموعه سپاه زرهی و تحت امر فرماندهی جنوبی است، که در سال ۱۹۴۸ تأسیس شد. تیپ ۴۶۰ دارای ۵ گردان تانک مرکاوا است.
کلیه نیروهای تازه استخدام شده در تیپ ۴۶۰ بینئی باید حداقل نمره ۷۲ در پرونده پزشکی داشته باشند. نیروهای تازه استخدام شده در ابتدا ۸ هفته آموزش پایه را می‌گذرانند که در سیستم تیرونوت به‌عنوان تفنگدار ۰۴ طبقه‌بندی می‌شود. آنها در زمینه سلاح‌های سبک، آموزش میدانی، کمک‌های اولیه و آمادگی جسمانی آموزش می‌بینند.
پس از اتمام آموزش پایه، نیروهای تازه استخدام شده ۶ هفته آموزش را در یکی از سه تخصص توپچی، بارگذار یا راننده تانک می‌گذرانند. در این مدت، آنها هم روی وظایف نظری و هم عملی کار می‌کنند. پس از اتمام این آموزش، نیروهای تازه استخدام شده کلاه خود را دریافت می‌کنند و به ۱۰ هفته تمرین می‌روند که در آن عملیات رزمی و خدمه تانک را تمرین می‌کنند.
در پایان دوره، برخی از سربازان برای گذراندن دوره فرماندهی تانک انتخاب می‌شوند. دوره فرماندهی تانک تقریباً سه ماه و نیم طول می‌کشد. داوطلبان در دو تخصص اضافی که قبلاً در آنها آموزش ندیده‌اند، همچنین اصول فرماندهی و کنترل، ناوبری و ارزیابی موقعیتی، آموزش می‌بینند. در پایان مدرسه، به سربازان استثنایی فرصت داده می‌شود تا در دوره افسری شرکت کنند که ۷ ماه طول می‌کشد و به آنها آموزش می‌دهند که چگونه یک دسته زرهی را در هماهنگی نزدیک با سایر واحدهای میدانی فرماندهی کنند.
پس از اتمام خدمت فعال، اعضای سپاه زرهی به نیروهای ذخیره منتقل می‌شوند. نیروهای ذخیره فعال در سپاه زرهی در تمرینات آموزشی سالانه شرکت می‌کنند.